# Kineziologija
Kineziologíja je veda o gibanju človeškega telesa in je del širše vede, ki jo imenujemo mehanika.
Za človekovo gibanje so potrebni trije pogoji. Zdrave, funkcionalne mišice, kemična energija v mišičnih celicah in udih, na katere so mišice pripete. Funkcionalna sklopa, ki sta v gibanju, sta sklopa mišic in udov.
Kineziološko načelo: vsak, še tako majhen gib telesa, ima vsaj dve prijemališči sil in os, okoli katere se del telesa giblje. Predpogoj za vsak gib je vsaj eno relativno statično prijemališče.
Pogoj za kineziološko proučevanje je dobro poznavanje anatomije. Kineziologija je nadgradnja anatomije. Je anatomija, v različicah, ki se spreminjajo z gibanjem skozi čas in prostor. Podobno kot je mehanika na splošno neke vrste statika, ki se spreminja pod vplivom sil. Drug izraz za kineziologijo je motorika. 
Kineziologija proučuje le gibanja, ki so inducirana hoteno, s človekovo voljo, zato je izrazito aplikativna veda. Uporabljajo jo v medicini, profesionalnem športu, ergonomiji, organizaciji delovnih mest in postopkov, rehabilitaciji in kibernetiki. Odkritja v kibernetiki že v bližnji prihodnosti napovedujejo človeku podobne robote, androide, ki bodo prekašali človeka v gibanju, spretnosti, kasneje pa morda še celo v povprečni inteligentnosti. Če pogledamo širše v človekovo okolje, najdemo praktično v vsakem človekovem pripomočku, orodju ali proizvodu, temelje kineziologije. Tečaji, škripci, vretena, osi in vzvodi so naprave, ki jih najdemo po celotnem človeškem telesu.

## Človekova hoja
Z vidika kineziologije je najzahtevnejše človekovo gibanje pokončna hoja. Hoja je hoteno, nezavedno, koordinirano gibanje vseh človekovih udov, trupa in glave. Cilj hoje je gibanje človeka po ravninah in naklonih do približno 100 % ali 45º nagiba (odvisno od podlage). Po večjih naklonih človek pleže ali pa pada.
Pri dojenčkih lahko opazujemo razvoj hoje. Preden se naučijo hoditi, osvojijo vse ostale načine gibanja. Lezenje, plezanje, prekopicevanje, prevračanje, sedanje in  obračanje. Po zadostnem razvoju živčnega sistema še shodijo. Obraten proces je viden pri starostnikih, katerih živčni sistem propada. Starostniki izgubljajo koordinacijo gibov, postajajo nezanesljivi na nogah, padajo in si pri tem lomijo kosti. Kosti so izgubile prožnost in padci so slabše koordinirani, zato so zlomi pri starejših ljudeh pogostejši.